# Kamenari, Herceg Novi

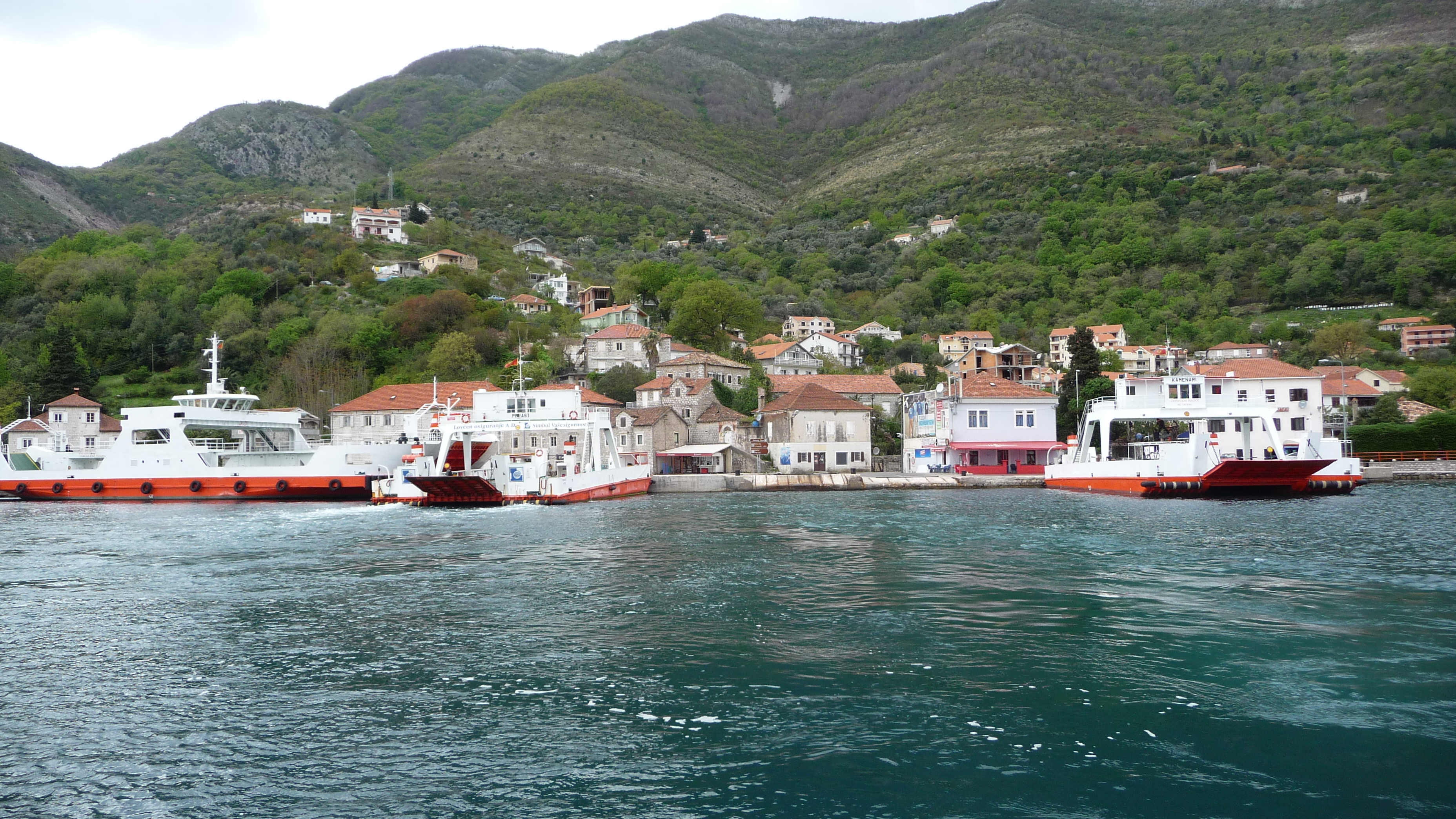
Kamenari

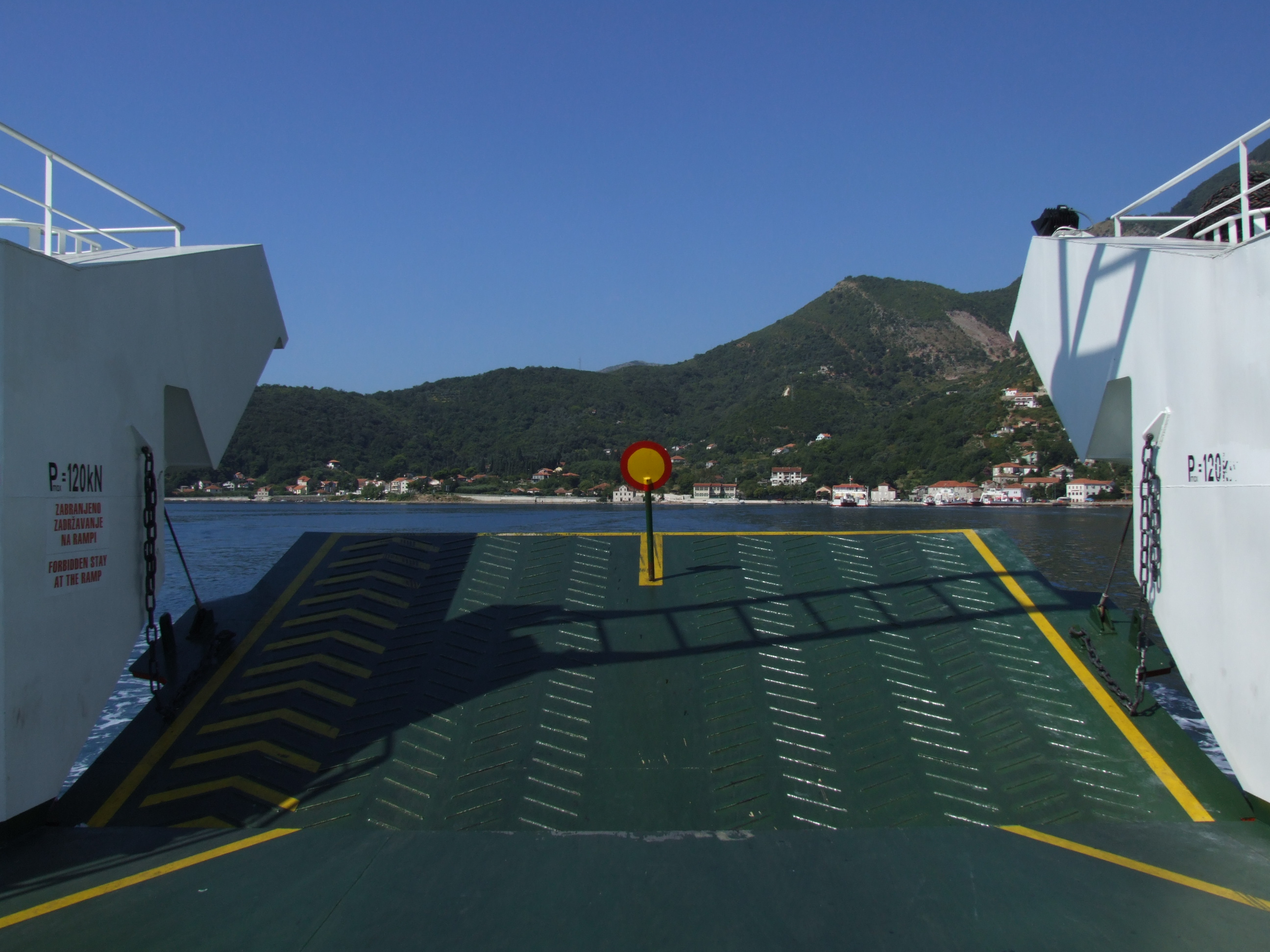

Kamenari este un sat din Muntenegru. Se află la latitudinea 42° 28' S și longitudinea 18° 40' 22" E, la 15 km de orașul Herceg Novi, lângă strâmtoarea Verige. 

## Biserici
- Biserica Sv. Nedelje din sec. XVII
- Biserica Sv. Nikole, din sec. XVII
- Biserica Gospe od Rozarije, din sec. IXX
- Biserica Sv Ane
- Biserica Sv. Ane